# آرام خليلي
آرام خليلي (28 يوليو 1989 ببوكان في إيران - ) هو لاعب كرة قدم إيراني ونرويجي في مركز الهجوم. شارك مع منتخب النرويج تحت 18 سنة لكرة القدم ومنتخب النرويج تحت 19 سنة لكرة القدم ومنتخب النرويج تحت 21 سنة لكرة القدم. أما مع النوادي، فقد لعب مع نادي ستارت وNotodden FK ‏ وغايس غوتنبرغ ونادي بودو/غليمت ونادي برينه.

## روابط خارجية
- آرام خليلي على موقع اتحاد النرويج (النرويجية)
- آرام خليلي على موقع قاعدة بيانات كرة القدم.إي يو (الإنجليزية)
- آرام خليلي على موقع Soccerway.com (الإنجليزية)